# Alcides Gubellini
Alcides Gubellini (Bolonia, Italia; 15 de noviembre de 1900 - Buenos Aires, 21 de febrero de 1957) fue un pintor, escultor y humorista italiano, el cual tuvo una intensa carrera profesional en Argentina donde vivió hasta su muerte en 1957.

## Biografía
Se graduó en la Real Academia de Bellas Artes de Bolonia, después de haber estudiado en Florencia. Se perfeccionó en Roma con el pintor Armando Spadini, frecuentando asimismo el taller de escultura del maestro Maestrovich. Con sólida formación artística e impregnado del arte cromático de su profesor Armando Spadini, quien según sus propias palabras fue "el último de los impresionistas", emigra a América en 1928. Se instala en Buenos Aires donde se adapta rápidamente para volverse un verdadero porteño.
El medio artístico local lo acoge favorablemente, desde su primera exposición en la Galería Nordiska, donde presenta sus trabajos realizados en Italia. Posteriormente serán también muy apreciados sus dibujos, sus caricaturas políticas y sus terracotas con, entre otros, temas del 1900.
Recorre Buenos Aires con el cuaderno de apuntes bajo el brazo, pintando estampas costumbristas de la Boca, el Tigre, la costanera, el tango, la vida en la ciudad. Esos trabajos culminaran con la publicación del libro "Apuntes de Buenos Aires" prologado por Nicolás Olivari.
En su taller del Pasaje Barolo solía vestir al estilo campestre con bombacha sujeta por un cinturón coya del altiplano, calzando las clásicas alpargatas con el eterno cigarrillo entre sus labios. Conservó siempre la calidez del temperamento mediterráneo, humorista y lírico. Sus trabajos se caracterizan por el trazo sensible y la armonía en el color.
Realizó periódicamente exposiciones individuales de pintura, terracota y apuntes de Buenos Aires, en Galería Müller, Bonino, Nordiska y Peuser entre otras y participó en innumerables muestras colectivas.
En 1950 se presentó por primera vez al Salón Nacional, donde el jurado le otorgó por unanimidad el "Premio Único a extranjeros", por su óleo "Marinella".
El mismo año, obtuvo el Primer Premio de la Comisión Nacional de Cultura por su dibujo "Viejo Cafetín".
En 1961, el Museo Sivori adquirió su obra "La Flor en el espejo", y la Galería de Arte de la Comuna de Bologna "La modelo en el bosque". 
Otra faceta importante de su trayectoria es la de su actuación como crítico de arte en el periódico Noticias Gráficas. Contribuye a la difusión internacional de la plástica argentina lanzando, desde esa tribuna, en 1933: "Debe crearse un pabellón argentino en la Bienal de Venecia" y con argumentos convincentes logra el objetivo. También dirige los "Cuadernos de Divulgación Artística" publicados por la Editorial "El Tamiz" con el doble propósito de difundir el arte extranjero en Argentina y el arte argentino en el extranjero.
Alrededor de 1940 desarrolla una importante actividad como ilustrador en la revista Patoruzú, donde realiza innumerables trabajos, fundamentalmente para la sección Temas Porteños y la famosa página doble central. En el año 2008 el Museo de Dibujo y la Ilustración presentó en el Museo Eduardo Sívori de Buenos Aires las muestras Postales Porteñas y Patoruzú: una revista, una época, donde fueron expuestos los originales de algunas de esas obras.
Fallece en Buenos Aires el 21 de febrero de 1957.

## Formación
Se graduó en la Escuela de Bellas Artes de Bolonia, estudiando también en Florencia, donde incursionó en el campo de la escultura. Completó su formación en Roma, en el taller del pintor Spadini.

## Premios
Premio al pintor extranjero del Salón Nacional 1950 (Buenos Aires, Argentina) por su obra "Marinela"

## Técnicas desarrolladas
Pintura al óleo
Acuarela y témpera
Escultura en terracota.

## Títulos de obras
- La niña del violoncelo
- Frutas con melon
- La pecera
- Hongos
- Amanecer - Plaza San Marcos